# مظاهرات جامعة مكغيل المؤيدة لفلسطين
المخيم المؤيد للفلسطينيين في جامعة مكغيل هو احتجاج مستمر على الاحتلال يجري في حرم جامعة ماكجيل في وسط المدينة، في مونتريال، منذ 27 أبريل 2024. كانت هذه أول مظاهرة كندية بارزة في حركة 2024 للاحتجاجات المؤيدة للفلسطينيين في الحرم الجامعي، والتي تدعو الجامعات إلى قطع العلاقات مع إسرائيل وسط هجوم البلاد على غزة في الحرب بين إسرائيل وحماس. مثل العديد من سابقاتها، يتخذ الاحتجاج في ماكجيل شكل المعسكر، وهو عبارة عن مجموعة من الخيام يحتلها المتظاهرون ليل نهار.
نُظِّمَ المخيم من قبل مجموعة من المجموعات الطلابية المؤيدة للفلسطينيين من مكغيل وجامعة كونكورديا القريبة. وكانت مطالبهم هي أن تَقْطَع تلك الجامعات العلاقات مع إسرائيل، بما في ذلك سحب الاستثمارات من الصناديق المرتبطة بإسرائيل مثل شركات تصنيع الأسلحة. نُصِبَ في البداية ما يقرب من 20 خيمة بالقرب من بوابات روديك ومحاطة بسياج معدني. وفي الأيام التالية، زاد حجم المخيم إلى ما يقرب من 100 خيمة. وهي مجهزة بوسائل الراحة المختلفة وتستضيف الأنشطة اليومية المتعلقة بالاحتجاج. الطلاب وأعضاء هيئة التدريس من مختلف جامعات مونتريال، والتي تشمل أيضًا جامعة كيبيك في مونتريال وجامعة مونتريال.
ذكرت جامعة مكغيل أن المخيم غير قانوني وطلبت مساعدة الشرطة لتفكيكه. رئيس الجامعة، ديب سايني، اتهم المتظاهرين بمعاداة السامية ، وهو ما نفاه المحتجون. وحتى الآن، لم تحاول إدارة شرطة مونتريال تفكيك المخيم، الذي وُصِف مرارًا وتكرارًا بأنه سلمي. رفضت المحكمة العليا في كيبيك طلبًا قضائيًا ضد الاحتجاج، والذي قُدِّمَ نيابة عن اثنين من الطلاب الذين وصفوا المناخ العدائي حول المخيم. انضم رئيس وزراء كيبيك، فرانسوا ليغولت، إلى مكغيل في إعلان أن المخيم غير قانوني وطلب تدخل الشرطة. وأعرب أعضاء المعسكر عن عزمهم البقاء في الموقع حتى تلبية مطالبهم.

#### تكوين صندوق هبات مكغيل

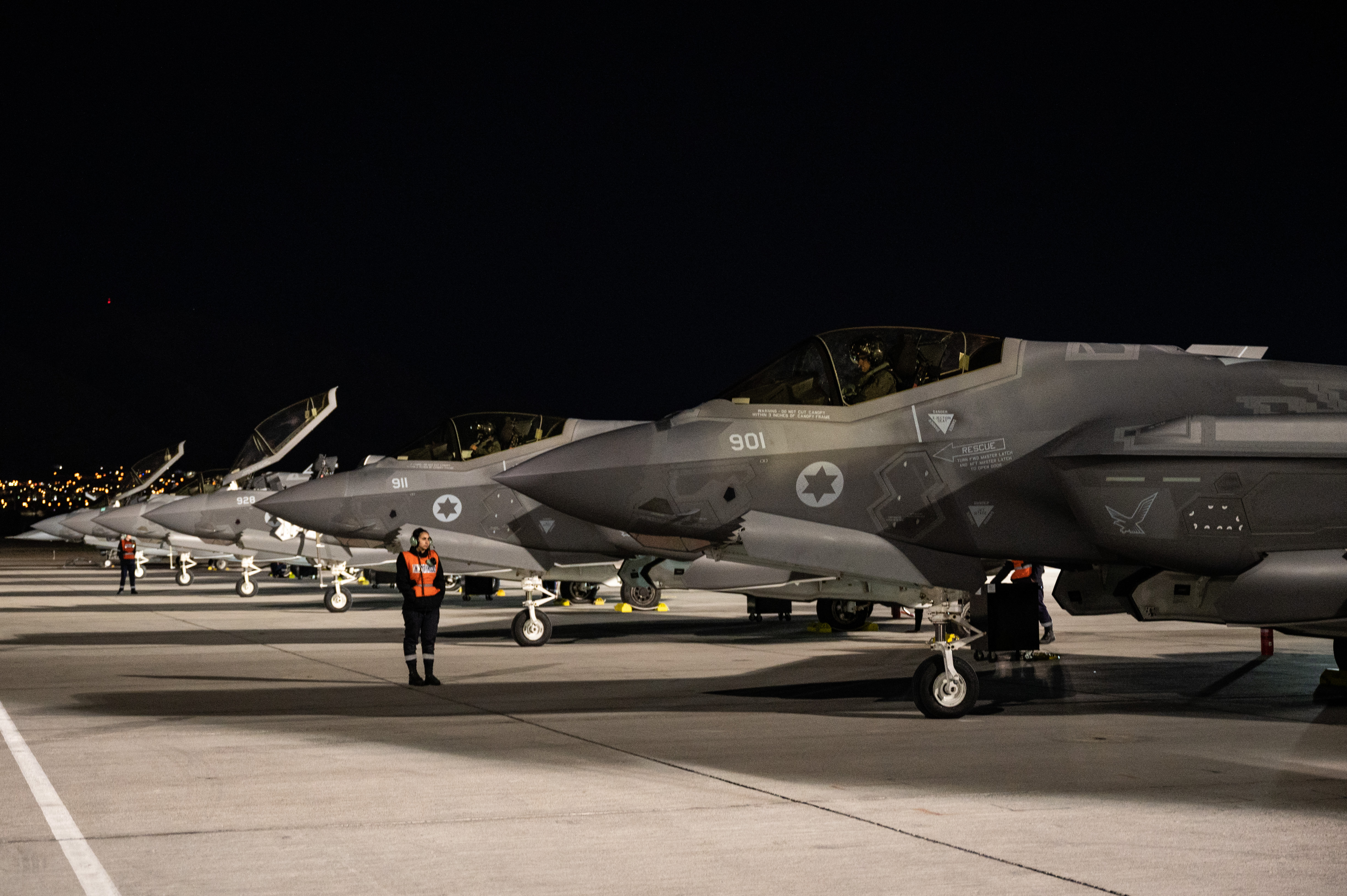
الاستثمارات في شركة لوكهيد مارتن، التي تزود إسرائيل بالطائرات المقاتلة ، محل خلاف خاص

في 18 أبريل 2024، نشرت اثنتان من المجموعات الطلابية المؤيدة للفلسطينيين التابعة لجامعة ماكجيل مجموعة بيانات تجمع 50 شركة مرتبطة بإسرائيل استثمرت فيها الجامعة اعتبارًا من 31 ديسمبر 2023. وبلغ إجمالي هذه الاستثمارات، التي كُشِفَ عنها علناً على موقع مكغيل الإلكتروني، 73 مليون دولارًا على الأقل. من هذا المبلغ، اُسْتُثْمِر أكثر من 5.5 مليون دولار في شركات التكنولوجيا العسكرية التي لديها عقود مع الجيش الإسرائيلي، بما في ذلك شركة لوكهيد مارتن، وتاليس، وسافران، وداسو، وإيرباص، وبي أيه إي سيستمز . وتظهر مجموعة البيانات العديد من الشركات الأخرى التي تعمل في المستوطنات الإسرائيلية، بالإضافة إلى البنوك الكندية الكبيرة، المدرجة في القائمة بسبب استثماراتها الخاصة في شركات تصنيع الأسلحة. تبلغ قيمة صندوق وقف مكغيل، الذي يديره مديرو صناديق خارجيون تستأجرهم المؤسسة، حوالي 1.8 مليار دولار في المجموع. أما جامعة كونكورديا فهي لا تفصح علناً عن استثماراتها.

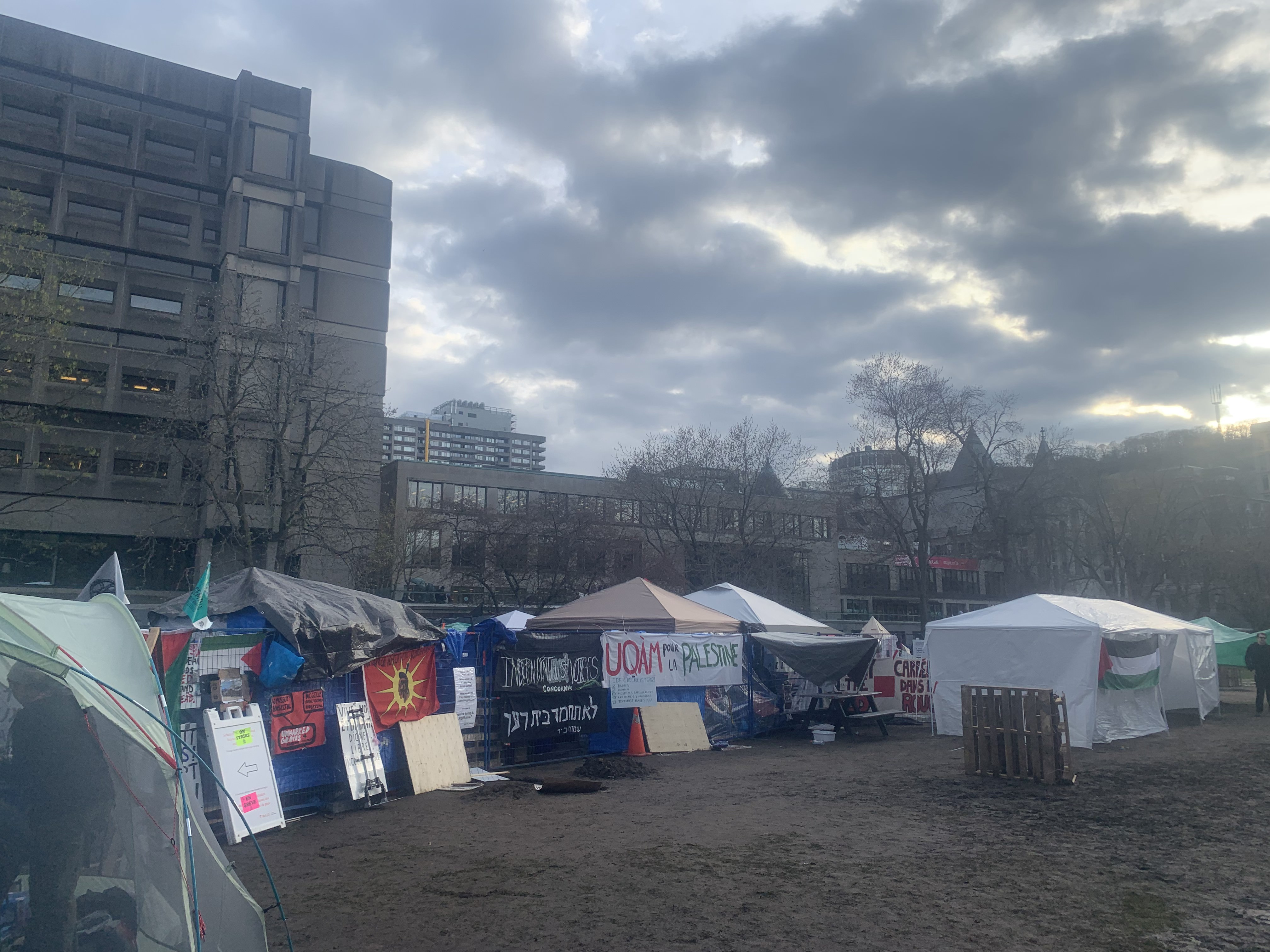
أقيم سياج طويل حول المعسكر ومغطى باللافتات

## المعسكر

### الموقع والأعضاء
تقع "المنطقة المحررة" في الجزء السفلي من حرم جامعة مكغيل في وسط مدينة مونتريال، خلف مدخلها الرئيسي عبر بوابات روديك، في شارع شيربروك . في 1 مايو 2024، غطت مساحة قدرها حوالي 4,000 متر مربع (43,000 قدم2) . وبدأ المخيم ب 20 خيمة أو نحو ذلك، زاد العدد إلى حوالي 100 خيمة بحلول 3 مايو 2024. يسكن المخيم في الغالب طلاب من ماكجيل وكونكورديا، الذين نظموا الاحتجاج، على الرغم من أن جامعات مونتريال الناطقة بالفرنسية هي المنظم الرئيسي، ولكن جامعة كيبيك في مونتريال (UQAM) وجامعة مونتريال، ممثلتان أيضًا في المخيم. كما تتناوب مجموعة مكونة من 100 أستاذًا تقريبًا على النوم في المخيم، ويقدمون المساعدة في شكل نصائح أو خدمات غسيل الملابس، من بين أمور أخرى. إلى جانب المعسكرين، يقضي العديد من الزوار أيضًا بعض الوقت في الموقع ويقومون بتوصيل الإمدادات.

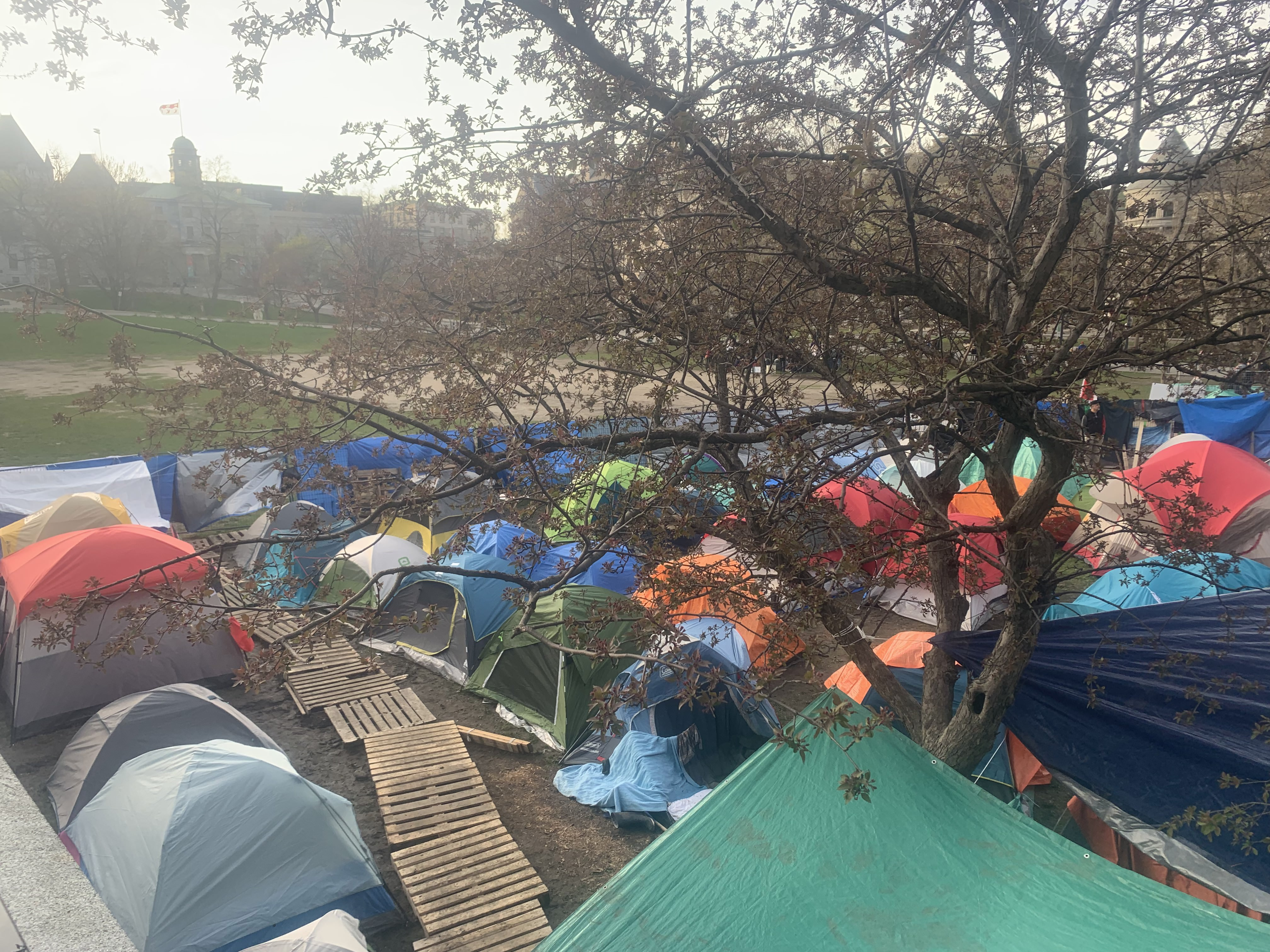
توفر المنصات الخشبية ممرات بين الخيام